# Open GDF Bordeaux Aquitaine
Open GDF Bordeaux Aquitaine — профессиональный женский теннисный турнир. Игрался на открытых кортах с грунтовым покрытием.
Соревнования проводились в Бордо, Франция.

## Общая информация
Соревнования включены в календарь женского тура ITF накануне сезона-1996, как часть грунтовой серии. Первый приз был проведён в мае, через год турнир переехал в календаре на июнь, а с 1998 года чемпионат стал регулярно проводится в сентябре. Найдя себе постоянное место в календаре организаторы смогли озаботиться и постепенным ростом призового фонда: в 1998 году он составил 50 тысяч долларов, в 2000-м — 75 тысяч, в 2007-м — 100 тысяч.
В 2008 году аквитанцы отказались от проведения у себя соревнований среди женщин, переключившись на мужской приз.

## Финалисты разных лет

### Одиночный турнир
| Год  | Чемпионка            | Финалистка              | Счёт           |
| ---- | -------------------- | ----------------------- | -------------- |
| 2007 | Цветана Пиронкова    | Ализе Корне             | 6-2 6-3        |
| 2006 | Мартина Мюллер       | Сандра Клёзель          | 6-3 6-2        |
| 2005 | Стефани Форетц       | Людмила Скавронская     | 6-1 6-2        |
| 2004 | Виржини Раззано      | Эмили Луа               | 7-5 2-6 6-2    |
| 2003 | Зузана Ондрашкова    | Анабель Медина Гарригес | 6-7(4) 6-4 6-3 |
| 2002 | Далли Рандриантефи   | Евгения Куликовская     | 7-5 6-2        |
| 2001 | Любомира Бачева (2)  | Анна Смашнова           | 4-6 6-1 6-0    |
| 2000 | Эмили Луа            | Любомира Бачева         | 7-5 6-2        |
| 1999 | Любомира Бачева      | Глория Пиццикини        | 3-6 6-4 6-3    |
| 1998 | Мария Санчес Лоренсо | Рита Кути Киш           | 6-1 6-4        |
| 1997 | Эммануэль Курутше    | Юлия Абе                | 7-6 6-3        |
| 1996 | Стефани де Виль      | Анн-Гаэль Сидо          | 6-4 7-5        |

### Парный турнир
| Год  | Чемпионки                                            | Финалистки                                         | Счёт        |
| ---- | ---------------------------------------------------- | -------------------------------------------------- | ----------- |
| 2007 | Тимея Бачински Сандра Клёзель                        | Алиса Клейбанова Натали Виерин                     | 7-6(2) 6-4  |
| 2006 | Стефани Форетц Юлия Шруфф                            | Кира Надь Ясмин Вёр                                | 7-6(4) 7-5  |
| 2005 | Кончита Мартинес-Гранадос Мария Хосе Мартинес Санчес | Юлия Шруфф Ясмин Вёр                               | 7-5 6-2     |
| 2004 | Стефани Коэн-Алоро Селима Сфар                       | Эрика Краут Ясмин Вёр                              | 3-6 6-3 6-3 |
| 2003 | Марет Ани Либуша Прушова                             | Ивета Бенешова Ольга Благотова                     | 6-3 6-4     |
| 2002 | Флавия Пеннетта Андрея Ванк                          | Сара Стоун Саманта Стосур                          | 6-3 7-5     |
| 2001 | Сандра Начук Драгана Зарич                           | Кончита Мартинес-Гранадос Антонелла Серра-Дзанетти | 6-2 7-6(6)  |
| 2000 | Виржини Раззано Мелани Шнель                         | Лурдес Домингес Лино Мария Санчес Лоренсо          | 2-6 7-5 6-3 |
| 1999 | Оса Карлссон Эмили Луа                               | Любомира Бачева Кристина Торренс-Валеро            | 6-2 7-6(1)  |
| 1998 | Анна-Мария Фёльденьи Рита Кути Киш                   | Аманда Хопманс Сандра Клёзель                      | 6-2 6-3     |
| 1997 | Каролин Денен Нино Луарсабишвили                     | Мария-Фернанда Ланда Марлен Вайнгартнер            | 6-7 6-4 7-5 |
| 1996 | Карин Кентре-Игл Анн-Гаэль Сидо                      | Ольга Барабанщикова Аличе Канепа                   | 6-2 6-3     |